# Дитрихштейны
Дитрихштейны (нем. Dietrichsteiner) — угасший в XIX веке австрийский дворянский род, глава которого с 1654 года носил титул имперского князя (фюрста).

## Происхождение и история рода
Первое упоминание о Дитрихштейнах относится к 1002 году, когда некий Дитрих начал строительство замка недалеко от Фельдкирхена в Каринтии и назвал его Дитрихштейн. Существует версия, что род имеет словенское происхождение и восходит к одной из знатных семей славянской Карантании. Первоначально Дитрихштейны были вассалами различных феодалов региона: епископов Бамберга, герцогов Каринтии, графов Ортенбурга. Известно, что в XII веке представители рода занимали должности кастелянов Бамбергского епископа в Каринтии.
В 1506 году по прекращению рода Остервиц, Панкрац Дитрихштейн (1446—1508) получил наследственную должность виночерпия герцогов Каринтии. Он перестроил замок Вольфсберг в восточной Каринтии и приобрел ряд земель на территории Венгерского королевства.
Его сын Сигизмунд (1484—1563) стал советником императора Максимилиана I, активно участвовал в войнах последнего с турками, а в 1514 году получил титул барона империи и замок Холленбург в Каринтии. Он пользовался особым расположением императора и его свадьба в 1515 году стала крупным общественным событием Австрии, на котором присутствовали даже короли Польши и Венгрии. При императоре Фердинанде I Сигизмунд Дитрихштейн был назначен наместником Штирии и Нижней Австрии.
Адам Дитрихштейн (1527—1590), сын Сигизмунда, был мажордомом императорского двора в Вене и рыцарем Мальтийского ордена. В 1572 г. он приобрёл у графов Лихтенштейн замок Никольсбург в южной Моравии.
Сигизмунд II (1560—1602), сын Адама, переехал в свой новый замок Никольсбург в Моравии и основал линию Дитрихштейн-Никольсбург. Его брат Франц Ксавьер (1570—1636) стал в 1599 году епископом Оломоуца, а в 1599 году кардиналом. Он был главным идеологом контрреформации в чешских землях и советником четырёх императоров (Рудольфа II, Маттиаса, Фердинанда II и Фердинанда III).
Максимилиан Дитрихштейн (1596—1655), сын Сигизмунда II, получил в 1612 году титул графа, а в 1631 г. князя Священной Римской империи. Незадолго до своей смерти, в 1654 году Максимилиану было пожаловано наследственное право участия в коллегии князей империи — высшим органе власти государства, в который входили только главы крупнейших немецких княжеств. Это пожалование уравнивало Дитрихштейнов в правах с старинными правящими династиями германских государств, однако было не совсем юридически безупречно: Максимилиан не был монархом, все его владения были под сюзеренитетом австрийских Габсбургов.
Эту проблему решил император Леопольд I: в 1687 году он передал сыну Максимилиана Фердинанду Йозефу Дитрихштейну миниатюрную сеньорию Тарасп в восточной Швейцарии. Хотя население этого владения составляло всего несколько сот человек, оно считалось суверенным княжеством. Таким образом было юридически закреплено право Дитрихштейнов на место в коллегии имперских князей.
Потомки Фердинанда Йозефа практически не бывали в своём «суверенном» княжестве. Их основные владения находились в Богемии, Моравии и Каринтии. Сеньория Тарасп в 1803 году в ходе германской медиатизации была отобрана у Дитрихштейнов и присоединена к Швейцарии. Последние Дитрихштейны происходили от брака князя Франца с графиней Шуваловой. Они продолжали занимать различные посты в администрации Габсбургов до 1861 года, когда скончался последний мужской представитель рода.
Александрина фон Дитрихштейн, наследница семейных имуществ как последняя в роде, вышла замуж за графа Александра фон Менсдорф-Пули. Их сыновья, включая Альберта, приняли тройную фамилию «Менсдорф-Пули-Дитрихштейн».

## Некоторые здания, принадлежавшие Дитрихштейнам
- Замок Тарашп
- Дворец Дитрихштейнов в Лаксенбурге (Grünne Haus)
- Замок Дитрихштейнов в Никольсбурге (Микулов)
- Замок Дитрихштейнов около Фельдкирхена
- Замок Холленбург около Кёттманнсдорфа
- Дворец Дитрихштейнов в Брно
- Замок в Либоховице
- Дворец Дитрихштейнов в пражском Нове-Место
- Дворец Дитрихштейнов в пражских Градчанах
- Дворец Дитрихштейнов в Вене, на Доротеегассе
- Дворец Дитрихштейнов в Вене, на Миноритенплац
- Дворец Лобковицев-Дитрихштейнов в Вене, на Лобковицплац
- Летний дворец Дитрихштейнов в Вене, на Верингерштрассе
- Дворец Дитрихштейнов в Граце
- Гробница Дитрихштейнов в Никольсбурге (Микулов)